# 鞠泽恩
鞠泽恩（2008年—），男，中国上海人，扫雷玩家，多项扫雷世界纪录保持者。2020年9月12日，年仅12岁的鞠泽恩以29.43秒的成绩打破此前由波兰玩家Kamil Murański保持了11年的扫雷高级模式用时纪录，并成为世界上第一个高级模式用时少于30秒的人，由此引发广泛关注。此后，他多次打破自己的纪录，目前纪录为26.59秒。

## 世界纪录
鞠泽恩保持着以下四项扫雷世界纪录：
- 中级时间 5.80秒
- 中级3BV/s 7.89
- 高级时间 26.59秒
- 高级3BV/s 6.11

## 脚注
1. ↑  也是目前唯一一个
2. ↑  张冰晶. . 扬子晚报网. 扬子晚报.   [2024-07-05]. （原始内容存档于2024-07-05）.